# Яровит
Ярови́т або Геровит (лат. Gerovitas) — у полабських слов'ян бог родючості та війни.

## Функції
Яровит уявлявся як з одного боку покровителем війни, так і володарем зелені й плодів.

## Культ Яровита
У його храмі у Вологощі зберігався щит із золотими бляхами, який заборонялося зрушувати в мирний час. У війну його несли попереду війська. Святилище Яровита на свята оточували знаменами.